# Рухуна
Рухуна — средневековое королевство, которое находилось на южной территории современной Шри-Ланки (район Хамбантота) и входило в Сингальское государство. Граница Рухуны проходила по рекам Калу и Махавели. Столица Рухуны известна как Магама; она находилась в районе современных городов Амбалантота и Тиссамахарама. Благодаря труднодосягаемости часто становилось местом формирования сил, боровшихся с иноземными завоевателями. С XVI века Рухуна стала частью Кандийского государства.